# 聯穎光電
聯穎光電股份有限公司（Wavetek Microelectronics Corporation），簡稱聯穎光電（Wavetek），成立於2010年，總公司設在台灣新竹科學工業園區，是一家半導體晶圓代工公司，目前產品主要為Ⅲ-Ⅴ族半導體晶圓。

## 簡史

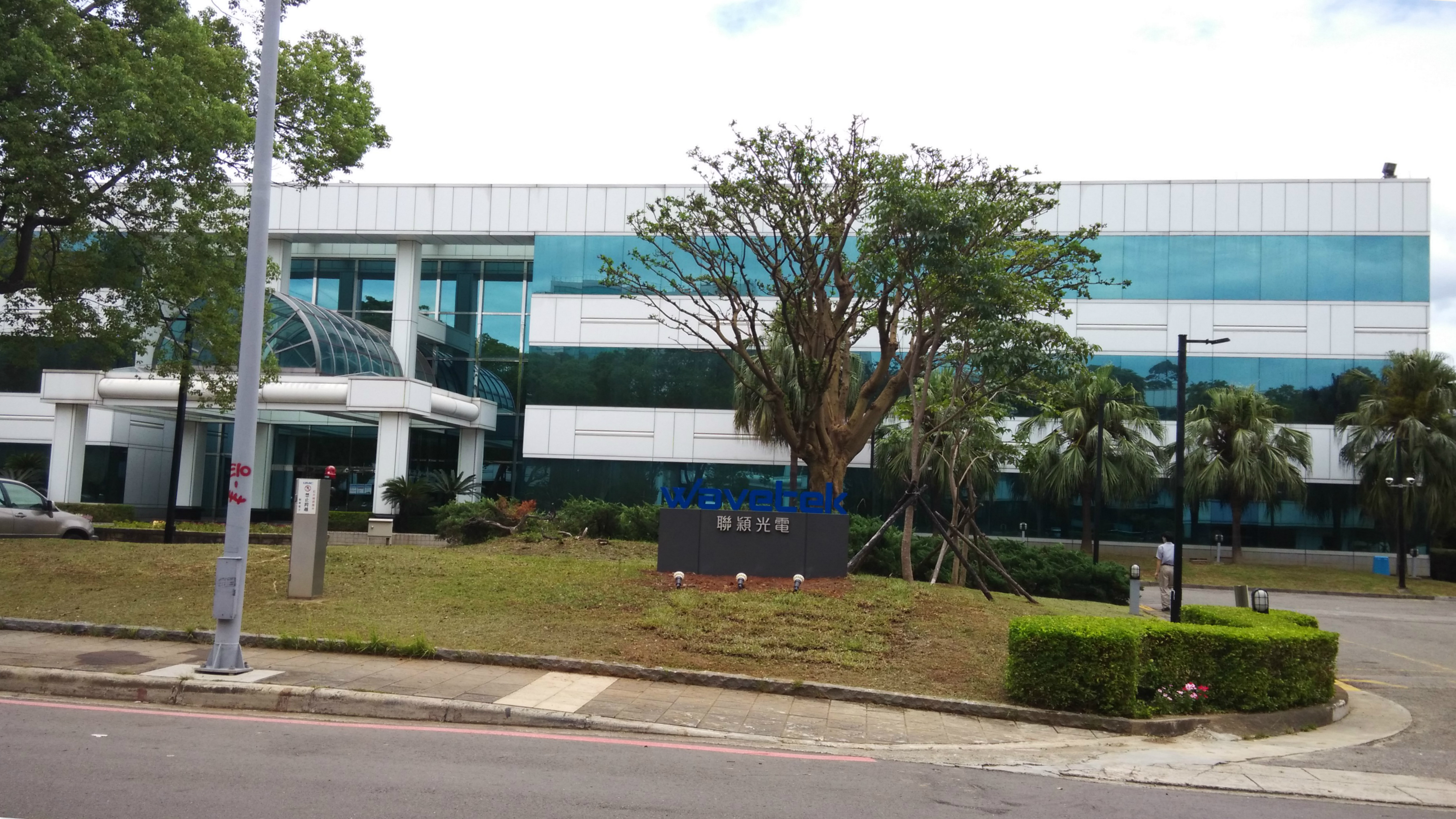
聯穎光電大樓，大樓原為：聯電6A廠

- 2010年10月：聯穎光電成立於新竹科學工業園區聯華電子6A廠3樓，為聯華電子之子公司，為新竹科學工業園區第一家6吋砷化鎵純晶圓代工服務公司。
- 2014年12月：聯電處分6A廠予聯穎光電，董事會通過新臺幣93.4億元資本預算，用以擴充28奈米製程產能[1]。
- 2015年1月26日：聯穎光電合併坤鉅科技之基準日定為4月1日，合併後聯穎光電為存續公司，合併換股比例暫訂每3.333股坤鉅科技普通股換發1股聯穎光電增資發行普通股[2]。

## 外部連結
- （繁體中文）（英文）聯穎光電股份有限公司 （页面存档备份，存于）